# Yamaha XV 1100 Virago
Yamaha XV 1100 Virago je motocykl kategorie chopper, vyvinutý firmou Yamaha, vyráběný v letech 1986–2000. Nástupcem je model Yamaha XVS 1100 DragStar.
Řadu chopperů Virago tvoří modely s obsahem 125, 250, 535 a 750 cm³. Pro některé trhy se vyrábělo Virago i s modifikovanými obsahy 400, 500, 700 nebo 1000 cm³.

## Technické parametry
- Rám: dvojitý ocelový
- Suchá hmotnost: 221 kg
- Pohotovostní hmotnost: kg
- Maximální rychlost: 180 km/h
- Spotřeba paliva: 7,6 l/100 km